# Дом святого Теобальда
Дом святого Теобальда (Maison de Saint-Thibault), также Сиротский дом (Maison des orphelines) — средневековое здание, расположенное в Провене (департамент Сена и Марна, Франция). Находится в Верхнем городе, по адресу улица Сен-Тибо (rue Saint-Thibault), дом № 50. Датируется XIII веком, внутри сохранились подвалы со сводами.
На стене здания находится мемориальная табличка, гласящая о том, что в 1030 году здесь родился святой Теобальд Прованский, сын Арну, графа Шампани и Бри (по другим данным, этот отшельник, канонизированный папой Александром II в 1073 году, родился в 1033 или 1039 годах), а в 1691 году здесь был открыт приют для сирот.
15 марта 1962 года здание было включено в реестр исторических памятников Франции. В настоящее время находится в частной собственности.